# Фадєєв Максим Олександрович
Фадєєв Максим Олександрович (нар. 6 травня 1968, Курган, Курганська область, РРФСР, СРСР) — радянський і російський композитор, музичний продюсер, автор-виконавець, аранжувальник, режисер і актор.

## Дискографія
- 1991 — «Танцуй на битом стекле»
- 1997 — «Ножницы»
- 1999 — «Нега»
- 2001 — «Triumph»
- 2016 — «Oil Plant»